# ソフィア・ヤコブソン
エヴァ・ソフィア・ヤコブソン (Eva Sofia Jakobsson, 1990年4月23日 - ) は、スウェーデン・エルンシェルツビク出身の女子サッカー選手。ロンドン・シティ・ライオネス所属。スウェーデン女子代表。ポジションはFW。

## 経歴

### クラブ経歴
2019年7月31日、プリメーラ・ディビシオン・フェメニーナのCDタコンに移籍し、代表でも共に活躍するコソヴァレ・アスラニとチームメートとなった。
2021年6月29日、レアル・マドリードを退団することを発表。
2021年7月2日、女子サッカー・ブンデスリーガのFCバイエルン・ミュンヘンへ移籍した。
2022年1月、NWSLのサンディエゴ・ウェーブFCへ移籍した。
2024年9月、前クラブの契約を相互合意で解除した後にイングランド2部のロンドン・シティ・ライオネスに2年契約で加入した。5月4日、最終節でライオネスのウィメンズ・スーパーリーグ初昇格を決めた。

### 代表経歴
2011年にイングランド代表戦でスウェーデン代表として初出場。
オリンピックには2012年ロンドンオリンピック、2016年リオデジャネイロオリンピック、2020年東京オリンピックの3大会に出場し、リオと東京では銀メダルを獲得した。

## タイトル

### ウメオIK
- ダームアルスヴェンスカン：2007、2008
- スヴェンスカ・クッペン：2007
- スヴェンスカ・スーペルクッペン：2007、2008

### FCロシヤンカ
- ロシアン・チャンピオンシップ：2011-12

### ロンドン・シティ・ライオネス
- FA WSL 2：2024-25

### スウェーデン代表
- 夏季オリンピック：2016、2020（銀メダル）
- FIFA女子ワールドカップ：2019 3位（銅メダル）[10]